# Estonské vévodství

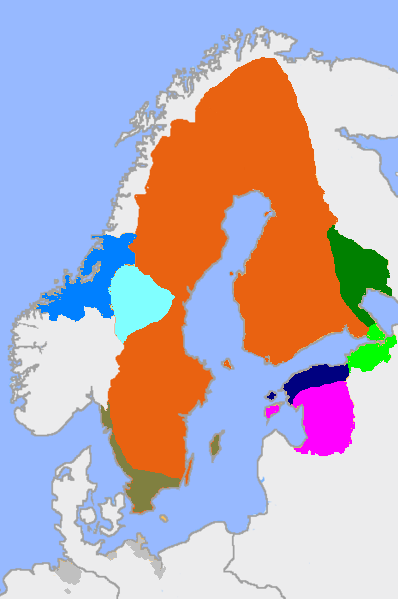
Švédsko v roce 1658. Vévodství Estonské je vyznačeno námořnickou modrou

Estonské vévodství (švédsky Hertigdömet Estland, estonsky Eestimaa hertsogkond) známé také jako Švédské Estonsko, bylo součástí Švédského království v letech 1561-1721, kdy bylo postoupeno Rusku uzavřením Nystadské smlouvy, která ukončila Velkou severní válku.
Estonské vévodství vzniklo připojením severní části dnešního Estonska ke Švédské koruně v roce 1561. Město Tallinn a kraje Harjumaa, Lääne-Virumaa, Raplamaa a Järvamaa se vzdaly Švédům v roce 1561, kraj Läänemaa byl dobyt v roce 1581. Toto období bývá Estonci nazýváno „zlatými švédskými časy“ (est. vana hea Rootsi aeg) Toto označení se však nepoužívalo před dobou nadvlády Ruska, které pro získání podpory dalo německé šlechtě větší moc nad místním obyvatelstvem.

## Vládci území
Guvernéři (1561–1674)
- Klaus Christiern Horn z Åminne (prozatímní) (August 1561)
- Lars Ivarsson Fleming baron z Nynäsu a ze Sundholmu (2. srpen 1561 – 27. únor 1562)
- Henrik Klasson Horn z Kankasu (poprvé) (27. únor 1562 – červen 1562 )
- Svante Stensson Sture (30. červen 1562 – 27. červenec 1564)
- Hermann Pedersson Fleming z Lechtis (1564 – 1565)
- Henrik Klasson Horn z Kankasu (podruhé) (30. leden 1565 – 1568)
- Gabriel Kristiernsson Oxenstierna z Mörby (listopad 1568 – 1570)
- Hans Björnsson z Lepasu (9. říjen 1570 – 1572)
- Claes Åkeson Tott (6. listopad 1572 – 1574)
- Pontus De la Gardie (4. červen 1574 – prosinec 1575)
- Karl Henriksson Horn z Kankasu (poprvé) (leden 1576 – květen 1578)
- Nilsson Hans Eriksson Finn z Brinkala (prozatímní) (19. duben 1576 – 1577)
- Göran Boije af Gennäs(poprvé) (1. srpen 1577 – 1580)
- Svante Eriksson Stålarm z Kyala (1580 – 1581)
- Göran Boije af Gennäs - podruhé (25. duben 1582 – 1583)
- Pontus De la Gardie (1583 – 5. listopad 1585)
- Gustaf Gabrielsson Oxenstierna (8. listopad 1585 – 1588)
- Hans Wachtmeister (prozatímní) (červenec 1588 – 13. říjen 1588)
- Gustaf Axelsson Banér z Djurshomu (13. říjen 1588 – 1590)
- Erik Gabrielsson Oxenstierna af Lindö (1590 – červenec 1592)
- Göran Boije af Gennäs (potřetí) (1592 – červen 1600)
- Karl Henriksson Horn z Kankasu (podruhé) (prozatímní) (1600 – 30. leden 1601)
- Moritz Stensson Leijonhufvud hrabě z Raseborgu (1601 – říjen 1602)
- ... (říjen 1602 – květen 1605)
- Nils Turesson Bielke (10. květen 1605 - červenec 1605)
- Axel Nilsson Ryning (1605 - 1608)
- ... (1608 - 1611)
- Gabriel Bengtsson Oxenstierna (1611 - 1617)
- Anders Eriksson Hästehufvud (1617 - 1619)
- Jakob De la Gardie (červenec 1619 – 1622)
- Per Gustafsson Banér af Tussa (1622 – leden 1626)
- Johan De la Gardie baron z Eckholmu (1626 – říjen 1628)
- Philipp Scheiding z Arnö (1628 – červen 17 1642)
- Gustaf Gabrielsson Oxenstierna baron z Kimito (26. červen 1642 – 1646)

- Erik Axelsson Oxenstierna, hrabě ze Södermöre (9. září 1646 – 1653)
- Wilhelm Ulrich (poprvé) (prozatímní) (květen 1653 – 16. srpen 1653)
- Heinrich von Thurn-Valsassina, hrabě Thurn (16. srpen 1653 – 1655)
- Wilhelm Ulrich (podruhé) (prozatímní) (1655 – srpen 1655)
- Bengt Skytte (1655–1656)
- Wilhelm Ulrich (potřetí) (zastupující) (1655– 2. srpen 1656)
- Bengt Klasson Horn (2. srpen 1656 – listopad 1674)
- Wilhelm Ulrich (počtvrté) (prozatímní) (1656 – 1659)
- Johan Christoph Scheiding (prozatímní) (1674)

Místodržící (1674 - 1728)
- Andreas Lennartson Torstensson (1674 - 1681)
- Robert Johannson Lichton (duben 1681 - 1687)
- Nils Turesson Bielke (20. leden 1687 – 19. duben 1687)
- Axel Julius De la Gardie z Läckö a Lidköpingu (1687 - prosinec 1704)
- Wolmar Anton von Schlippenbach (prosinec 1704 – 6. červenec 1706)
- Niels Jonsson Stromberg af Clastorp (6. červenec 1706 – 23. listopad 1709)
- Carl Gustaf von Nieroth (23. říjen 1709 – 10. říjen 1710)